# Военная техника США периода Второй мировой войны

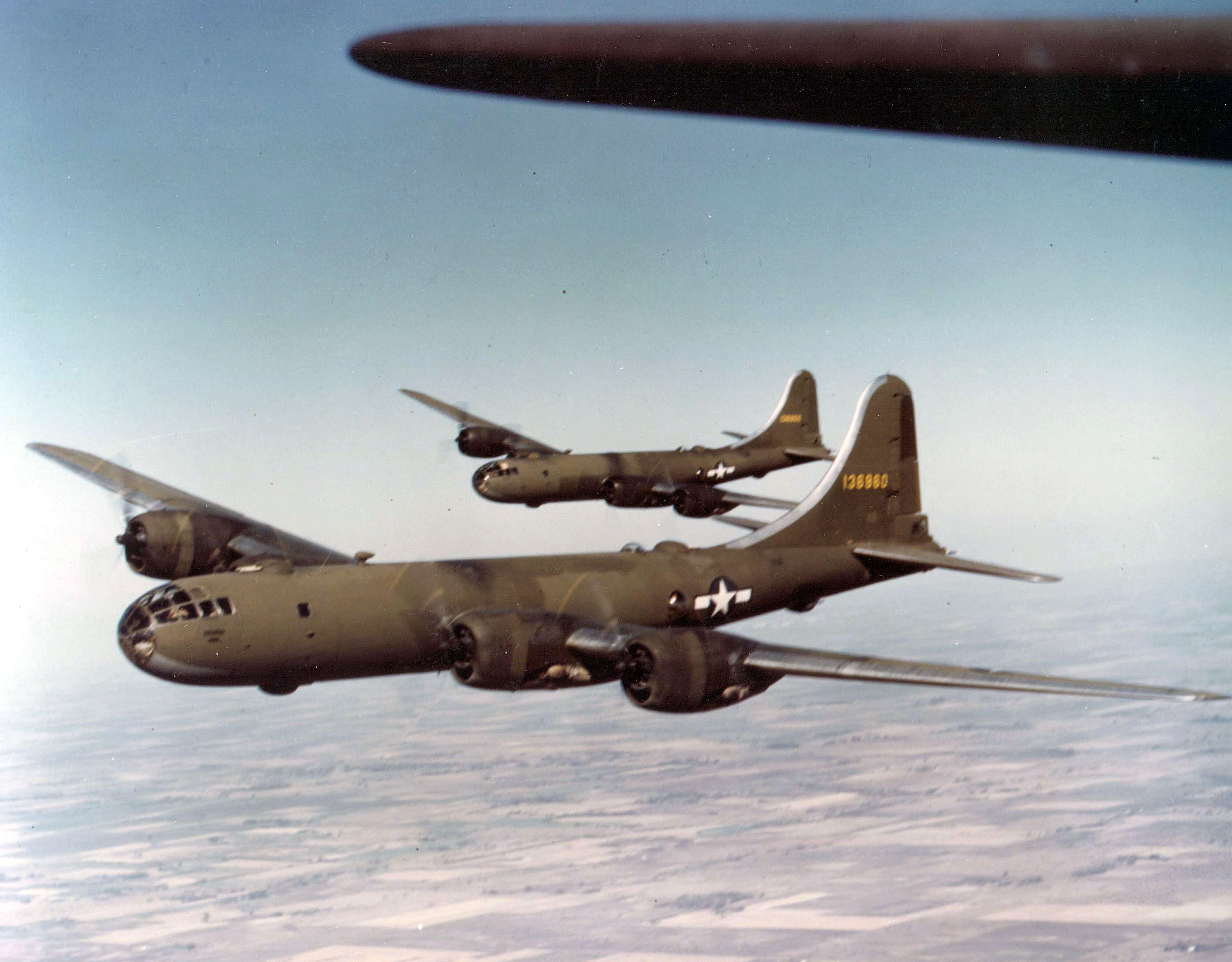
B-29 Superfortresses

Военная техника США периода Второй мировой войны — вооружение и боевая техника США (авиация, бронетехника, артиллерия, стрелковое оружие, боевые корабли), применявшиеся в период с 1939 по 1945 год (с момента нападения Германии на Польшу в сентябре 1939 года и до подписания капитуляции Японией в сентябре 1945 года).

## Авиация
В США основное внимание уделялось развитию авиации и флота. ВВС США к концу войны стали крупнейшими в мире. В начальный период войны в истребительной авиации преобладали Curtiss P-40, которые затем постепенно заменялись на P-51 Mustang, P-47 Thunderbolt, Bell P-39 Airacobra и P-38 Lightning. На авианосцах стояли на вооружении истребитель Chance Vought F4U Corsair, пикирующий бомбардировщик  Douglas SBD Dauntless и Curtiss SB2C Helldiver, средние бомбардировщики North American B-25 Mitchell и Douglas A-26 Invader. В качестве стратегических бомбардировщиков использовались B-17 Flying Fortress и B-24 Liberator, а для стратегических бомбардировок Японии был разработан B-29 Superfortress.

## Бронетанковая техника
Бронетанковой технике в США уделялось значительно меньше внимания. Перед войной на вооружении американской армии находились в основном легкие танки M2. В начальный период войны они были заменены легкими танками M3 «Стюарт» и спешно разработанными средними M3 «Ли». Но основную часть американской бронетехники составляли M4 «Шерман».

## Артиллерия
В американской артиллерии использовались противотанковые, пехотные, зенитные орудия и минометы. К противотанковым относились 37-мм пушка M3, английская QF 6 pounder и 76-мм пушка M5. В качестве пехотных использовались 75-мм гаубицы M116, 105-мм гаубицы M101 и 155-мм гаубицы M114. В зенитной артиллерии чаще всего применялись 37-мм пушки M1, шведские Bofors, выпускаемые по лицензии, а также 90-мм пушки M2. Минометы были представлены химическим 107-мм М2, 81-мм M1, по приобретенной у французского инженера Эдгара Брандта лицензии, 60-мм М2 и М19

## Стрелковое оружие
Основным пистолетом США во Второй Мировой войне был M1911 и револьверы М1917 и Colt New Service. Автоматическая винтовка Browning M1918. Магазинные винтовки были Springfield M1903 и M1917 Enfield. Основным стрелковым оружием пехотных соединений США была самозарядная винтовка M1 Garand. Для вооружения офицеров и экипажей бронетанковой техники использовались пистолеты-пулеметы Томпсона и М3. Основными пулеметами были Браунинг M1917 и Браунинг M1919. Кроме того, солдаты «второй линии» использовали карабин М1.

## Военно-морская техника
В составе американского ВМФ, который также являлся одним из крупнейших в мире, находились авианосцы, линкоры, крейсера, эсминцы, подводные лодки и другие суда. На 7 декабря 1941 года в состав Тихоокеанского флота ВМС США входили: 8 линкоров («Невада», «Оклахома», «Пенсильвания», «Аризона», «Теннесси», «Калифорния», «Мэриленд» и «Вест Вирджиния»), авианосец «Саратога», большое количество крейсеров, эсминцев и подводных лодок. В состав Атлантического флота входили 4 авианосца («Рейнджер», «Йорктаун», «Хорнет» и «Уосп»), 8 линкоров («Арканзас», «Техас», «Нью-Мексико», «Норт Кэролайн», «Вашингтон», «Нью-Йорк», «Миссисипи» и «Айдахо») и также крейсера, эсминцы и подводные лодки.
В состав палубной авиации США входили истребители Grumman F4F Wildcat, F6F Hellcat и F4U Corsair. Кроме того, использовались пикирующие бомбардировщики Douglas SBD Dauntless и SB2C Helldiver, а также торпедоносцы Grumman TBF Avenger.